# Native Invader
Sorti le 8 septembre 2017 (Decca Records), Native Invader est le quinzième album studio de Tori Amos. L'inspiration vient d'un voyage en Caroline du Nord, sur les terres de ses ancêtres maternels (de descendance Cherokee), l'attaque cérébrale  de sa mère qui l'empêche de parler, l'élection de Donald Trump et l’éternel cycle de renaissance de la nature, aussi belle que terrible.

## Liste des morceaux
| Native Invader | Native Invader | Native Invader | Native Invader | Native Invader | Native Invader | Native Invader | Native Invader | Native Invader | Native Invader |
| No             | Titre          | Durée          |                |                |                |                |                |                |                |
| -------------- | -------------- | -------------- | -------------- | -------------- | -------------- | -------------- | -------------- | -------------- | -------------- |
| 1.             | Reindeer King  | 7:06           |                |                |                |                |                |                |                |
| 2.             | Wings          | 4:09           |                |                |                |                |                |                |                |
| 3.             | Broken Arrow   | 5:20           |                |                |                |                |                |                |                |
| 4.             | Cloud Riders   | 5:23           |                |                |                |                |                |                |                |
| 5.             | Up the Creek   | 3:22           |                |                |                |                |                |                |                |
| 6.             | Breakaway      | 4:36           |                |                |                |                |                |                |                |
| 7.             | Wildwood       | 4:41           |                |                |                |                |                |                |                |
| 8.             | Chocolate Song | 4:41           |                |                |                |                |                |                |                |
| 9.             | Bang           | 6:11           |                |                |                |                |                |                |                |
| 10.            | Climb          | 4:02           |                |                |                |                |                |                |                |
| 11.            | Bats           | 4:18           |                |                |                |                |                |                |                |
| 12.            | Benjamin       | 2:43           |                |                |                |                |                |                |                |
| 13.            | Mary's Eyes    | 5:16           |                |                |                |                |                |                |                |
| 61:48          |                |                |                |                |                |                |                |                |                |

| Deluxe edition bonus tracks | Deluxe edition bonus tracks | Deluxe edition bonus tracks | Deluxe edition bonus tracks | Deluxe edition bonus tracks | Deluxe edition bonus tracks | Deluxe edition bonus tracks | Deluxe edition bonus tracks | Deluxe edition bonus tracks | Deluxe edition bonus tracks |
| No                          | Titre                       | Durée                       |                             |                             |                             |                             |                             |                             |                             |
| --------------------------- | --------------------------- | --------------------------- | --------------------------- | --------------------------- | --------------------------- | --------------------------- | --------------------------- | --------------------------- | --------------------------- |
| 14.                         | Upside Down 2               | 3:23                        |                             |                             |                             |                             |                             |                             |                             |
| 15.                         | Russia                      | 2:44                        |                             |                             |                             |                             |                             |                             |                             |
| 67:55                       |                             |                             |                             |                             |                             |                             |                             |                             |                             |